# Кубок України з волейболу серед жінок 2017—2018
Кубок України з волейболу серед жінок у сезоні 2017/2018 завершився перемогою клуба «Хімік» (п'ятий титул). На першому етапі сім команд у двох групах боролися за три путівки до півфіналу. Володар трофею южненський «Хімік» стартував у турнірі з півфіналу.

## Група А-1
«Волинь-Університет» і «Галичанка-ТНЕУ-ГАДЗ» здобули право грати у півфіналі. Матчі проходили в Луцьку з 15 по 17 грудня.
| Місце | Команда                           | Ігри | Виграші | Поразки | С/П | Р/М     | О |
| ----- | --------------------------------- | ---- | ------- | ------- | --- | ------- | - |
| 1.    | «Волинь-Університет» (Луцьк)      | 3    | 3       | 0       | 9-0 | 225-151 | 9 |
| 2.    | «Галичанка-ТНЕУ-ГАДЗ» (Тернопіль) | 3    | 2       | 1       | 6-3 | 203-186 | 6 |
| 3.    | «Новатор» (Хмельницький)          | 3    | 1       | 2       | 3-6 | 186-210 | 3 |
| 4.    | «Регіна-МЕГУ-ОШВСМ» (Рівне)       | 3    | 0       | 3       | 0-9 | 158-225 | 0 |

## Група Б-1
Переможець групи Б-1 «Орбіта-ЗТМК-ЗНУ» (Запоріжжя) пройшла в наступний тур змагань. Матчі проходили в Чернігові з 15 по 17 грудня.
| Місце | Команда                             | Ігри | Виграші | Поразки | С/П | Р/М     | О |
| ----- | ----------------------------------- | ---- | ------- | ------- | --- | ------- | - |
| 1.    | «Орбіта-ЗТМК-ЗНУ» (Запоріжжя)       | 2    | 1       | 1       | 4-3 | 166-153 |   |
| 2.    | «Білозгар-Медуніверситет» (Вінниця) | 2    | 1       | 1       | 4-4 | 181-182 |   |
| 3.    | «Педуніверситет-ШВСМ» (Чернігів)    | 2    | 1       | 1       | 3-4 | 145-157 |   |

## Півфінал
| Дата       | Час |                       | Рахунок |                            | Сет 1 | Сет 2 | Сет 3 | Сет 4 | Сет 5 | Всього | Звіт |
| ---------- | --- | --------------------- | ------- | -------------------------- | ----- | ----- | ----- | ----- | ----- | ------ | ---- |
| 27.01.2018 |     | «Галичанка-ТНЕУ-ГАДЗ» | 3–2     | «Волинь-Університет-ОДЮСШ» | 23–25 | 21–25 | 25–13 | 25–18 | 15–8  | 109–89 |      |

«Галичанка-ТНУ-ГАДЗ»: Олена Стасівська (к), Оксана Яковчук, Марина Мельниченко, Анна Єфременко, Олександра Міленко, Оксана Мадзар; Тетяна Ротар (л), Анастасія Зеневич. Тренер — Віктор Туркула.
«Волинь-Університет-ОДЮСШ»: Любов Ужва, Марина Скрипник, Ірина Собчук, Людмила Осачук, Олена Рудик (к), Вікторія Даньчак; Анастасія Карасьова (л). Тренер — Богуслав Галицький.
- Судді: Паєвський, Босенко.
- Тривалість матчу: 103 хв. (25+24+19+24+11).
- Кращі гравці (за версією ФВУ): Мадзар — Даньчак.
- Тернопіль. СК ТНЕУ. 188 глядачів.

| Дата       | Час |                            | Рахунок |                       | Сет 1 | Сет 2 | Сет 3 | Сет 4 | Сет 5 | Всього  | Звіт |
| ---------- | --- | -------------------------- | ------- | --------------------- | ----- | ----- | ----- | ----- | ----- | ------- | ---- |
| 28.01.2018 |     | «Волинь-Університет-ОДЮСШ» | 3–2     | «Галичанка-ТНЕУ-ГАДЗ» | 21–25 | 26–24 | 27–25 | 21–25 | 15–10 | 110–109 |      |
| 28.01.2018 |     | «Волинь-Університет-ОДЮСШ» | 0–1     | «Галичанка-ТНЕУ-ГАДЗ» | 11–15 |       |       |       |       | 11–15   |      |

«Волинь-Університет-ОДЮСШ»: Любов Ужва, Марина Скрипник, Ірина Собчук, Людмила Осачук, Олена Рудик (к), Вікторія Даньчак; Анастасія Карасьова (л). Тренер — Богуслав Галицький.
«Галичанка-ТНУ-ГАДЗ»: Олена Стасівська (к), Оксана Яковчук, Марина Мельниченко, Анна Єфременко, Олександра Міленко, Оксана Мадзар; Тетяна Ротар (л). Тренер — Віктор Туркула.
- Судді: Босенко, Паєвський.
- Тривалість матчу: 120 хв. (22+27+30+27+14).
- Кращі гравці (за версією ФВУ): Стасівська — Даньчак.
- Тернопіль. СК ТНЕУ. 188 глядачів.

| Дата       | Час |                    | Рахунок |         | Сет 1 | Сет 2 | Сет 3 | Сет 4 | Сет 5 | Всього | Звіт |
| ---------- | --- | ------------------ | ------- | ------- | ----- | ----- | ----- | ----- | ----- | ------ | ---- |
| 28.01.2018 |     | «Орбіта-ЗНУ-ОДЮСШ» | 0–3     | «Хімік» | 22–25 | 23–25 | 17–25 |       |       | 62–75  |      |

«Орбіта-ЗНУ-ОДЮСШ»: Ксенія Пугач, Ольга Леженкіна, Олена Козиряцька-Середа (к), Поліна Пасс, Марина Попель, Вікторія Лохманчук; Вікторія Ніколайчук (л), Євгенія Перепич (л), Людмила Лапікова, Олександра Кутнякова. Тренери — Володимир Бузаєв, Ірина Коміссарова.
«Хімік»: Олена Напалкова, Катерина Дудник, Діана Карпець, Анастасія Крайдуба, Юлія Бойко, Дар'я Дрозд; Кристина Нємцева (л), Дар'я Степановська (к), Євгенія Хобер. Тренер — Андрій Романович.
- Судді: Ковальчук, Самодай.
- Тривалість матчу: 74 хв. (25+25+24).
- Кращі гравці (за версією ФВУ): Лохманчук — Дрозд.
- Запоріжжя. СК ЗНУ. 257 глядачів.

| Дата       | Час |         | Рахунок |                    | Сет 1 | Сет 2 | Сет 3 | Сет 4 | Сет 5 | Всього | Звіт |
| ---------- | --- | ------- | ------- | ------------------ | ----- | ----- | ----- | ----- | ----- | ------ | ---- |
| 29.01.2018 |     | «Хімік» | 3–0     | «Орбіта-ЗНУ-ОДЮСШ» | 26–24 | 25–11 | 25–9  |       |       | 76–44  |      |

«Хімік»: Олена Напалкова, Катерина Дудник, Діана Карпець, Анастасія Крайдуба, Юлія Бойко, Дар'я Дрозд; Кристина Нємцева (л), Анастасія Маєвська, Юлія Микитюк. Тренер — Андрій Романович.
«Орбіта-ЗНУ-ОДЮСШ»: Ксенія Пугач, Ольга Леженкіна, Олена Козиряцька-Середа (к), Поліна Пасс, Вікторія Савченко, Вікторія Лохманчук; Вікторія Ніколайчук (л), Євгенія Перепич (л), Марина Попель, Олександра Кутнякова, Анастасія Дударенко, Вікторія Олійник. Тренери — Володимир Бузаєв, Ірина Коміссарова.
- Судді: Самодай, Ковальчук.
- Тривалість матчу: 67 хв. (30+20+17).
- Кращі гравці (за версією ФВУ): Дудник — Лохманчук.
- Запоріжжя. СК ЗНУ. 147 глядачів.

## Фінал
| Дата       | Час |         | Рахунок |                       | Сет 1 | Сет 2 | Сет 3 | Сет 4 | Сет 5 | Всього | Звіт |
| ---------- | --- | ------- | ------- | --------------------- | ----- | ----- | ----- | ----- | ----- | ------ | ---- |
| 17.02.2018 |     | «Хімік» | 3–0     | «Галичанка-ТНЕУ-ГАДЗ» | 25–15 | 25–22 | 25–15 |       |       | 75–52  |      |

«Хімік»: Катерина Дудник, Діана Карпець, Дар'я Дрозд, Анастасія Крайдуба, Юлія Бойко, Олена Напалкова; Кристина Нємцева (л), Дар'я Степановська (к). Тренер — Андрій Романович.
«Галичанка»: Олександра Міленко, Оксана Яковчук, Марина Мельниченко, Олена Стасівська (к), Анна Єфременко, Оксана Мадзар; Тетяна Ротар (л), Олександра Протянова. Тренер — Віктор Туркула.
- Судді: Паєвський, Паршин.
- Тривалість матчу: 73 хв. (23+27+23).
- Найкращі гравці (за версією ФВУ): Крайдуба — Мадзар.
- Черкаси. ПС «Будівельник». 600 глядачів.

## Лауреати турніру
- Найкраща волейболістка: Анастасія Крайдуба («Хімік»)
- Краща зв'язуюча: Олена Стасівська («Галичанка-ТНЕУ-ГАДЗ»)
- Краща догравальниця: Катерина Дудник («Хімік»)
- Краща діагональна: Анастасія Крайдуба («Хімік»)
- Кращі блокуюча: Дар'я Дрозд («Хімік»), Оксана Мадзар («Галичанка-ТНЕУ-ГАДЗ»)
- Краща ліберо: Тетяна Ротар («Галичанка-ТНЕУ-ГАДЗ»)
- Відзнака за чесну гру: Дар'я Степановська («Хімік»)[1]